# CMスキップ
CMスキップ（シーエムスキップ）もしくはCMカットとは、テレビコマーシャル(テレビCM)を飛ばす機能のこと。CMカットはCMを録画時に一時停止して録画しないようにする機能であり、CMスキップとは再生時にCMを早送りする機能である。

## CMスキップ機能搭載録画機器の変遷
初めに登場したのが1990年に三菱電機から発売されたVHSビデオ HV-F92/93/FZ22（ダイエー向け機種）に搭載したオートカットポジションと呼ばれるCMカット機能である。その後コロナ電業から、CMカットができる単体の装置として初の、「コマーシャルカッター CM-555」が発売された。
両機とも洋画などを二か国語（音声多重放送）のみ録画することで、ステレオ放送であるCMを録画しないようにしたものである。HV-F92/93はCM中は録画自体を一時停止させるため、フライングイレースヘッド(FEヘッド)がない機種でもレインボーノイズが発生しないようになっていた。当初は音声多重放送にしか対応していなかったが、のちにバラエティ番組などに多いモノラル放送にも対応できるようになった。さらに三菱の機種では当時メカ動作が比較的俊敏であり安価なモノラル機以外の機種は逆スローができたためCMエディットバックなる、本編自体がステレオ放送などの場合やむをえず手動でCMカットする際、一時停止する場所を通り過ぎたりした場合、少しだけ逆スローで巻き戻して高度なCMカットができる機能もCMカット機能とほぼ同時期に搭載された。
その後他社では上に挙げた方式のほかに、モノラル番組でステレオ音声を早送りすることによるCMスキップ機能が搭載され始める。その後、三菱電機のCMカット機能がモノラル音声のみ録画することでCMを録画しないようにする機能となる。これでほとんどの番組がCMカットできるようになり、見たくないCMは見なくてすむ上、テープの残量の節約にもなる。しかし放送局も対抗策を取り、音楽番組以外でもステレオ放送を増やした（民放各局のCS放送のチャンネルではドラマ・バラエティーなどの再放送ではあらかじめCMをカットした状態で放送）。しかし、北海道の一部地域のように民放各局の音声多重放送の実施していない（すべてモノラル放送）地域では対応機器を持っていてもCMカットの機能はまったく発揮されない。
そしてステレオ番組の増加とともにCMカット・スキップ機能は次第に使用されなくなっていく。これに対処するため日立製作所のビデオにCMの切替えを自動的に識別することでステレオ番組でCMを早送りすることによるCMスキップ機能が搭載される。HDD・DVDレコーダーにもCMカット機能はほとんど装備されていないが、そのかわり15～30秒間隔のCMスキップボタンが装備されていたり、CMの開始・終了時に自動的にチャプターを挿入し、視聴者自身の編集によりCMカットをしやすくなるようにしている。
三菱電機と東芝は2011年の春機種からCMカット機能を搭載しないと発表した。もっとも、東芝はこの機能を「なくすかどうかは検討中」としている。これらの動きについて経済学者の池田信夫は、視聴者の利便性を犠牲にしてテレビ局の既得権を守っているとして三菱電機の姿勢を批判し、変えるべきはレコーダーの仕様ではなく民放のビジネスモデルであると主張した。

## 放送事業者
この機能の拡大とともに民放は危機的状態に陥るとの見方もある。海外でもこの問題はハードメーカーとテレビ局の対立を生みだした。そのためHDD録画機器のティーボは飛したCMの内容を自動的に表示する機能を付けた。
- 日本民間放送連盟会長日枝久は「録画されたものが同一であることを求めたい」と述べ、「機械による自動編集は著作権に照らして良いものではない」という見解を示し、CMスキップを否定している。
- 日本民間放送連盟会長広瀬道貞は、2010年11月の記者会見で「大変深刻な問題」として批判した[5]。三菱電機がこの機能の廃止を発表したのも、この圧力を受けてのことである[5]。
- 2005年4月22日に野村総合研究所がHDDレコーダの所有者にアンケートを行なった結果、CMを8割以上カットするのは56.4%であった。これをハードディスク録画機器普及率、録画消費率、で計算すると、2005年CM市場の約2.6%、金額にして約540億円の損失となる[6]。
- しかし大手広告代理店の電通は「CMスキップによる損失はまだ軽微である」と反論する調査結果を発表している[7]。
- その後2010年代となり「タイムシフト視聴」時のCMスキップは常態化している。